# Fusselrolle

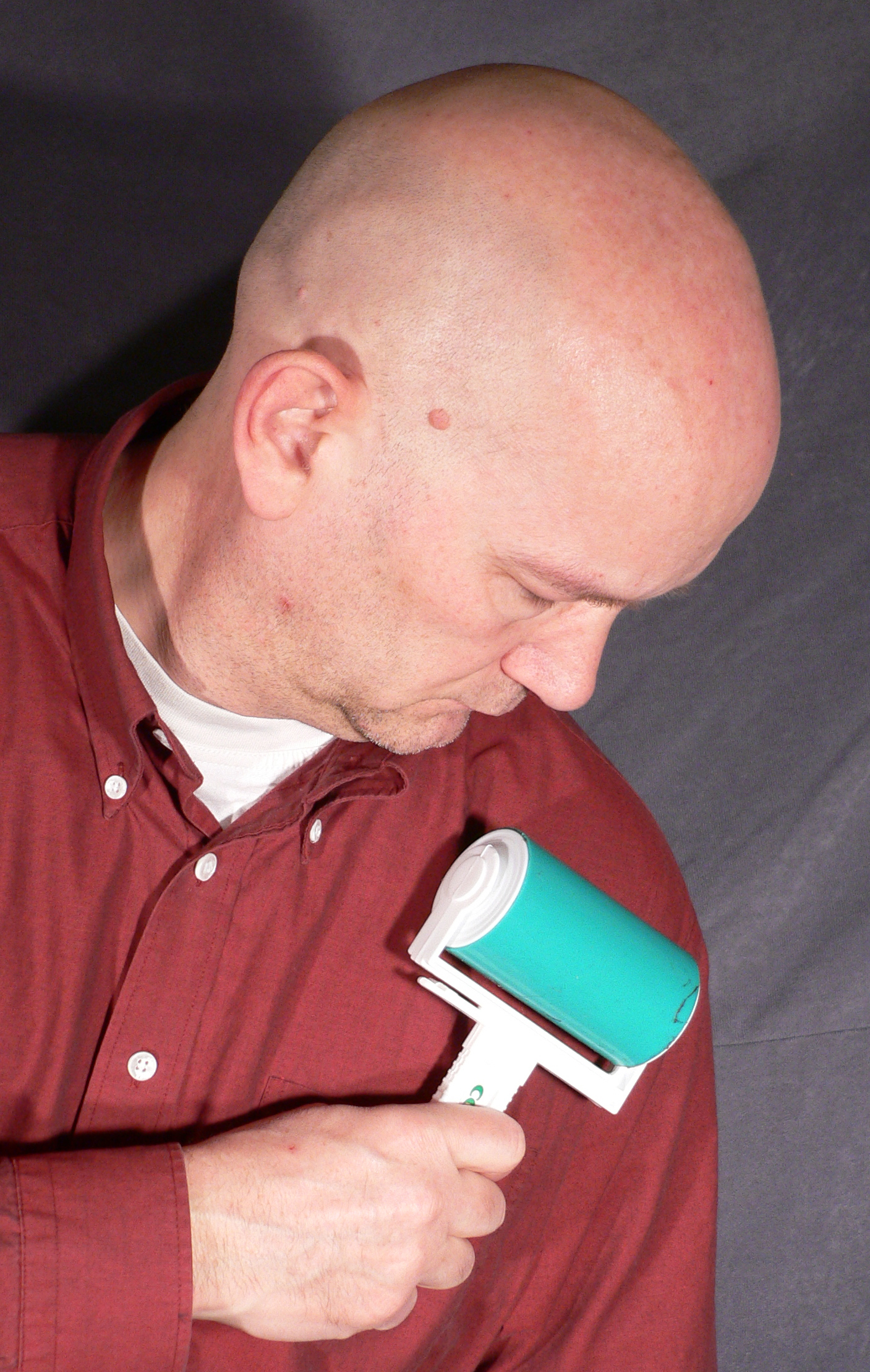
Fusselrolle im Einsatz

Die Fusselrolle (auch Fusselroller oder Kleiderrolle) ist ein Handgerät zum Entfernen von Fusseln, Haaren und anderem Schmutz auf Textilien (Kleider, Polster etc.).

## Beschaffenheit
Man unterscheidet unter anderem zwischen Kleiderrollen und Teppichrollen. Es gibt wiederverwendbare (waschbare) Fusselrollen mit einer klebrigen Gummiummantelung und Einmalrollen, die mit Klebeband umwickelt sind. Die Rolle ist drehbar an einem Stiel befestigt und mit klebendem Papier umwickelt, das nach Gebrauch abgerissen werden kann. Ist die Rolle aufgebraucht, kann man sie durch im Handel erhältliche Ersatzrollen ersetzen. Auch Flecken, die noch nicht in die Textilfaser eingedrungen sind, können mithilfe der Rolle entfernt werden.